# Хронология истории Азербайджана
В данной статье приведены основные события, произошедшии на территории современного Азербайджана. Все события следуют в хронологическом порядке.

## Доисторический период
- 1 млн 500 тыс.лет – 1 млн 200 тыс.лет назад — Следы первого человека на территории современного Азербайджане. Гуручайская культура.
- 1 млн 200 тыс.лет – 1 млн лет назад — Начало человеческой жизни в Азыхской пещере[1][2].

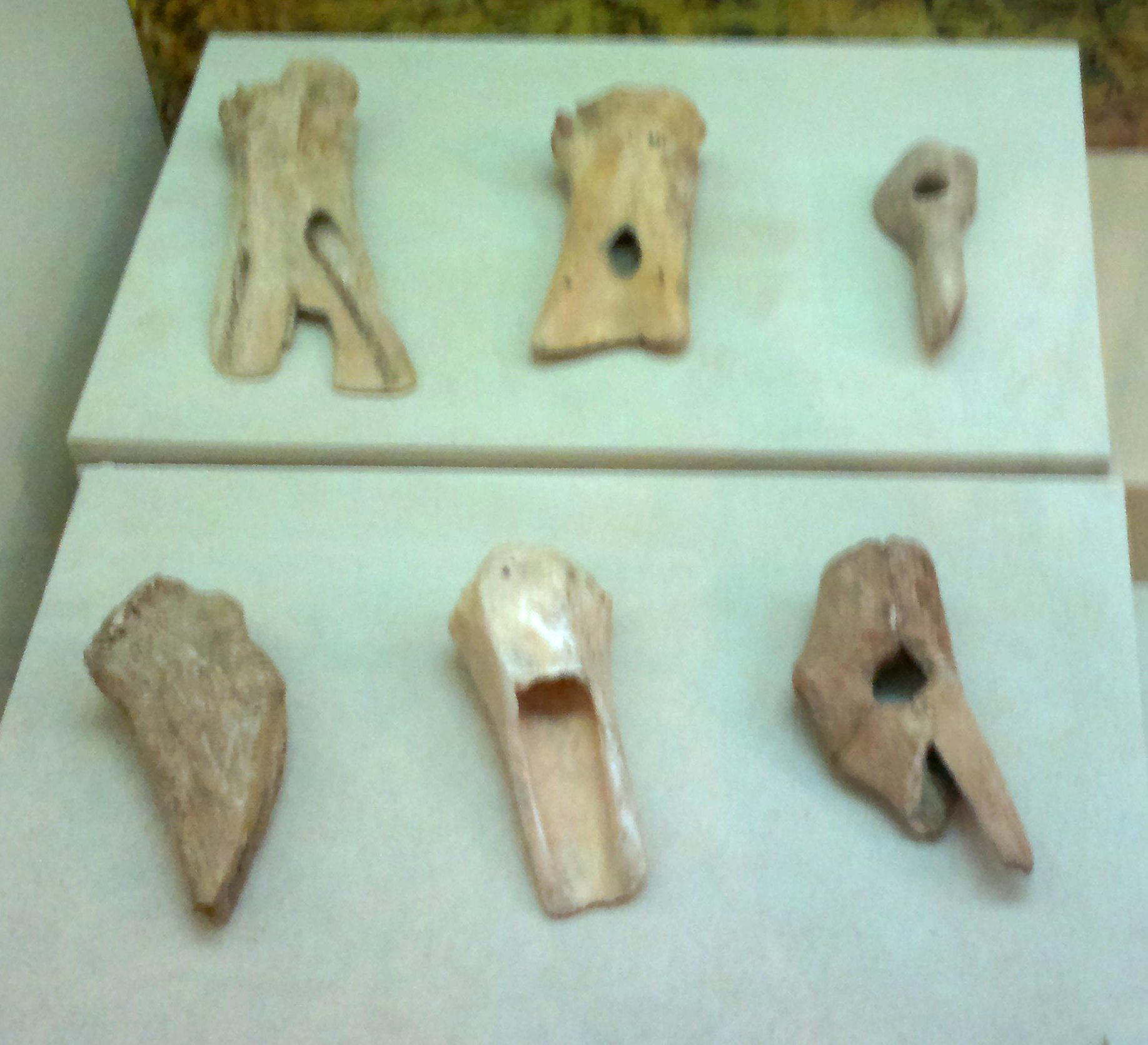
Мотыги из кости и рогов эпохи энеолита из памятников Шомутепе, Гаргалартепеси и Кюльтепе I. 6-4 тысячелетия до н. э. Музей истории Азербайджана

- Мотыги из кости и рогов эпохи энеолита из памятников Шомутепе, Гаргалартепеси и Кюльтепе I. 6-4 тысячелетия до н. э. Музей истории Азербайджана1 млн 800 тыс.лет – 500 тыс.лет назад — Ашельский памятник Гараджа.
- 400-350 тыс.лет назад — возраст фрагмента челюсти азыхантропа в Азыхской пещере.
- IV-VI тыс. до н.э. — Шулавери-шомутепинская культура[3][4].
- V тыс. до н.э. — Лейлатепинская культура[5][6].
- Конец IV – начало III тыс. до н.э. — Кура-Аразская культура[7][8][9].
- Конец III тыс. до н.э. — возникновение первых племенных союзов на территории современного Азербайджана.
- II тыс. до н.э. — Нахичеванская культура[10][11][12][13].
- Конец II – начало I тыс. до н.э. — Талыш-Муганская культура.
- XIII–VII вв. до н.э. — Ходжалы-кедабекская культура[14][15].
- VII–VI вв. до н.э. — возникновение Скифского царства в западной части современного Азербайджана, и/или на северо-западе Ирана — в районе озера Урмия[16][17][18][19][20][21][22].
- 550-330 годы до н.э. — существование  Государства Ахеменидов (см. также Ахеменидские сатрапии)[23]
- III–I вв. до н.э. — Ялойлутепинская культура.

## Древний период
- I век до н.э. – 461 год н.э. — существование Кавказской Албании на территории современных Азербайджана, Грузии и Дагестана[24].
- 323 год до н.э. – 226 год н.э. — существование Атропатена на территории Иранского Азербайджана и юго-восточных районов Азербайджанской Республики[25][26][27][28][29][30].
- 65 году до н.э. — Помпей напал на Албанию. Битва у реки Алазань[24].
- 36 году до н.э. — римский полководец Антоний выступил на Кавказ и подчинил себе Иберию и Албанию[31][32][33][34]
- I век — христианство появилось в Кавказской Албании[35].
- 226 год н.э. – 651 год н.э. — существование  Государства Сасанидов
- 252-253 годы н.э. — Албания стала вассальным государством империи Сасанидов[36][37][38].

## Средневековье
- Середина V века — Барда (Партав) стал столицей Кавказской Албании.
- 450 год — Сасанидская армия была разбита в битве близ города Халхал (ныне Газахский район).
- 498 год —  в селении Алуен (Агуен) (нынешний Агдамский район[источник не указан 1009 дней]) был созван албанский церковный собор для принятия законов[39].
- 510 год — на Южном Кавказе были ликвидированы независимые государственные институты. Начался период правления марзбанов в Албании.[31]
- 629 год — конец правления марзбанов в Албании[40].
- 644-645 годы — халиф Осман в 644-645 годах направил на территорию нынешнего Азербайджан армию под командованием Аль-Валида ибн Укбы
- 662 год — Джаваншир разгромил хазарские войска у реки Куры.
- 722-723 годы — хазары напали на территории Южного Кавказа[41][42].
- 748 год —  в Бейлагане вспыхнуло восстание против династии Омейядов[39]
- 752 год — местные жители Шамкира восстали против арабских переселенцев, поселившихся в городе.
- 861 год — основание Государства Ширваншахов

## Х—XV века

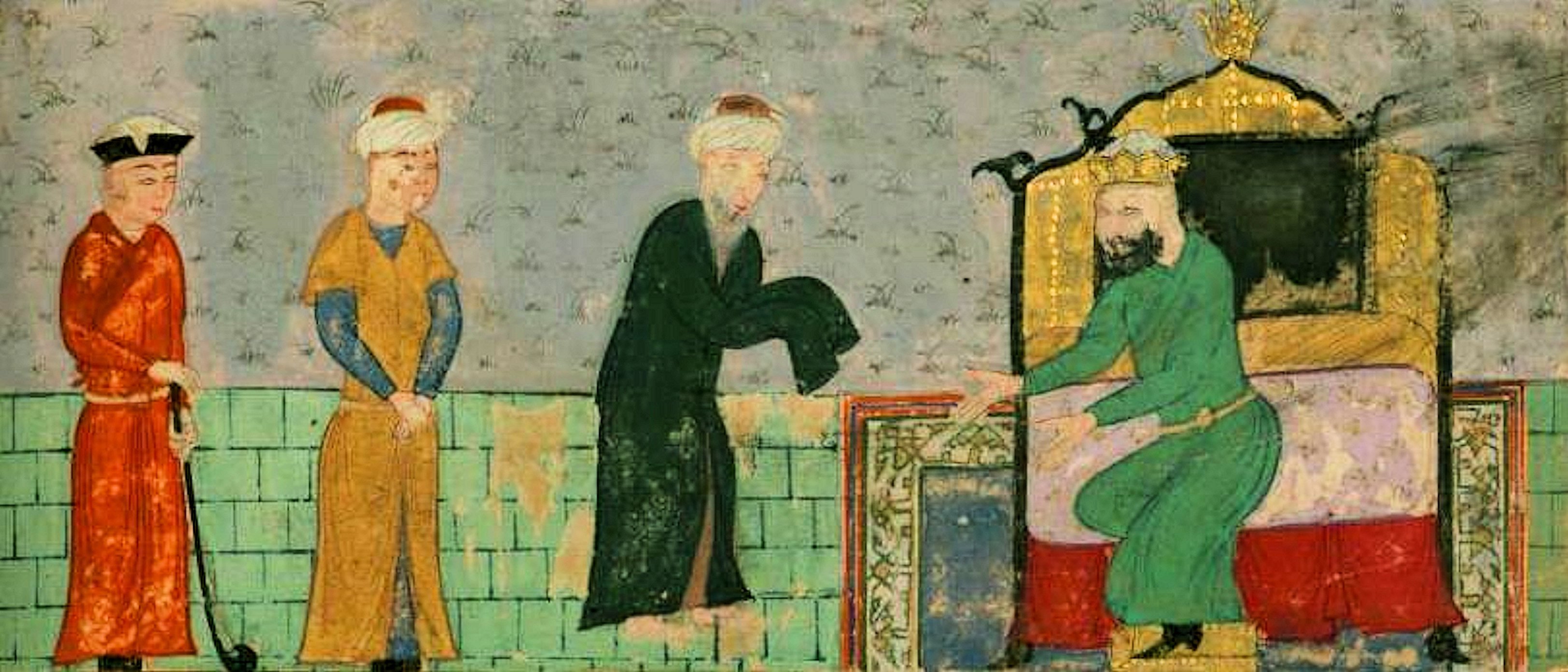
Правитель государства Ильдегизидов Кызыл-Арслан принимает Низами Гянджеви. Миниатюра из рукописи 1481 года, Художественный музей Уолтерса

- Правитель государства Ильдегизидов Кызыл-Арслан принимает Низами Гянджеви. Миниатюра из рукописи 1481 года, Художественный музей Уолтерса917 год — Ширван был объединён с соседним эмиратом Лайзан.
- 918 год — столицей Ширваншахов стал новый город Шемахы.
- 951—1199 годы — правление Шеддадидов в Арране (Гянджа была столицей в 970-1075 годы) и Восточной Армении
- 971 год — наместник Саларидов был изгнан из Гянджи.
- 981—982 годы — ширваншахи подчинили себе Габалу и Барду.
- 1136—1225 годы — существование государства Ильдегизидов в области Азербайджан на северо-западе Ирана[43] и охватывавший также часть Аррана.
- 1175 год — Ахситаном I была построена оборонительная башня Гыз-галасы.
- 1192 год — разрушение землетрясением Шемахи.
- 1204 год — в Мардакане была построена круглая башня.
- 1222 год — Ширван подвергся монгольскому нашествию. Шемаха была захвачена и разрушена.
- 1231 год — на Закавказье вновь напали монголы, разрушившие Гянджу, Барду, Байлакан и Шабардан.
- 1258 год — территория современного Азербайджана включается в состав Монгольского Ирана Хулагуидов.
- 1410—1468 годы — существование государства Кара-Коюнлу на территории современных Азербайджана, Армении, Ирака, северо-западного Ирана и восточной Турции[44].
- 1468—1503 годы — существование государства Ак-Коюнлу, в состав которого вошли территории современного Азербайджана, северо-западного Ирана, (Иранский Азербайджан), северная часть Курдистана, Ирака, иранские провинции Хузистан, Фарс и Керман[45].

## XVI—XIX века
- 1500 год — шейх Исмаил взял Шемаху и разбил войско ширваншаха.
- 1501 год — Исмаил захватил Баку. Основание Сефевидского государства
- 1509 год — Шах Исмаил занял Шемаху и Баку.
- 1524 год — кахетинский царь Леван, вновь напал на Шекинские владения.
- 1538 год — преемник Исмаила шах Тахмасп I напал на Ширван.
- 1539 год — Ширван был включён в состав государства Сефевидов[46].
- 1577 год — бунт Абубекра в Ширване.
- 1603 год — шах Аббас I в ходе войны с Оттоманской империей занял Нахичеванский край.
- 1711 год — на Восточном Кавказе вспыхнуло восстание против шахского владычества, которое приобрело форму религиозной борьбы суннитов против шиитов.
- 1721 год — Шемаха была взята восставшими суннитами под руководством лезгинского имама Хаджи-Давуда.
- 1722 год — распад Сефевидского государства.
- 1724 год — по Константинопольскому договору Ширванское ханство было признано Россией в качестве вассала Османской империи.
- 1730 год — по приказу Надир шаха из Хамадана и Азербайджана в Хорасан были переселены около 50—60 тысяч афшаров, курдов.
- 21 августа 1734 года — Надир шах достиг Куры, занял Шемаху[47].
- 1734 год — Правитель Персии полководец Надир отвоёвывает у Османской империей Гянджу.
- 1735 год
  - город Губа стал центром Кубинского ханства.
  - между Персией и Россией подписан Гянджинский договор, согласно которому русские войска покидают Баку и Дербент. Персидская власть над Азербайджаном полностью восстанавливается.
- 1736 год — на съезде в городе Суговушан (нынешний Сабирабад) Надира избирают шахом.
- Середина XVIII века — начало XIX века — существование Азербайджанских ханств[48].
- Азербайджанские ханства, XVIII — начало XIX вв.1747 год
  - основание Гянджинского ханства.
  - основание Джавадского ханства.
  - основание Карабахского ханства.
- 1748 год
  - основание Бакинского ханства.

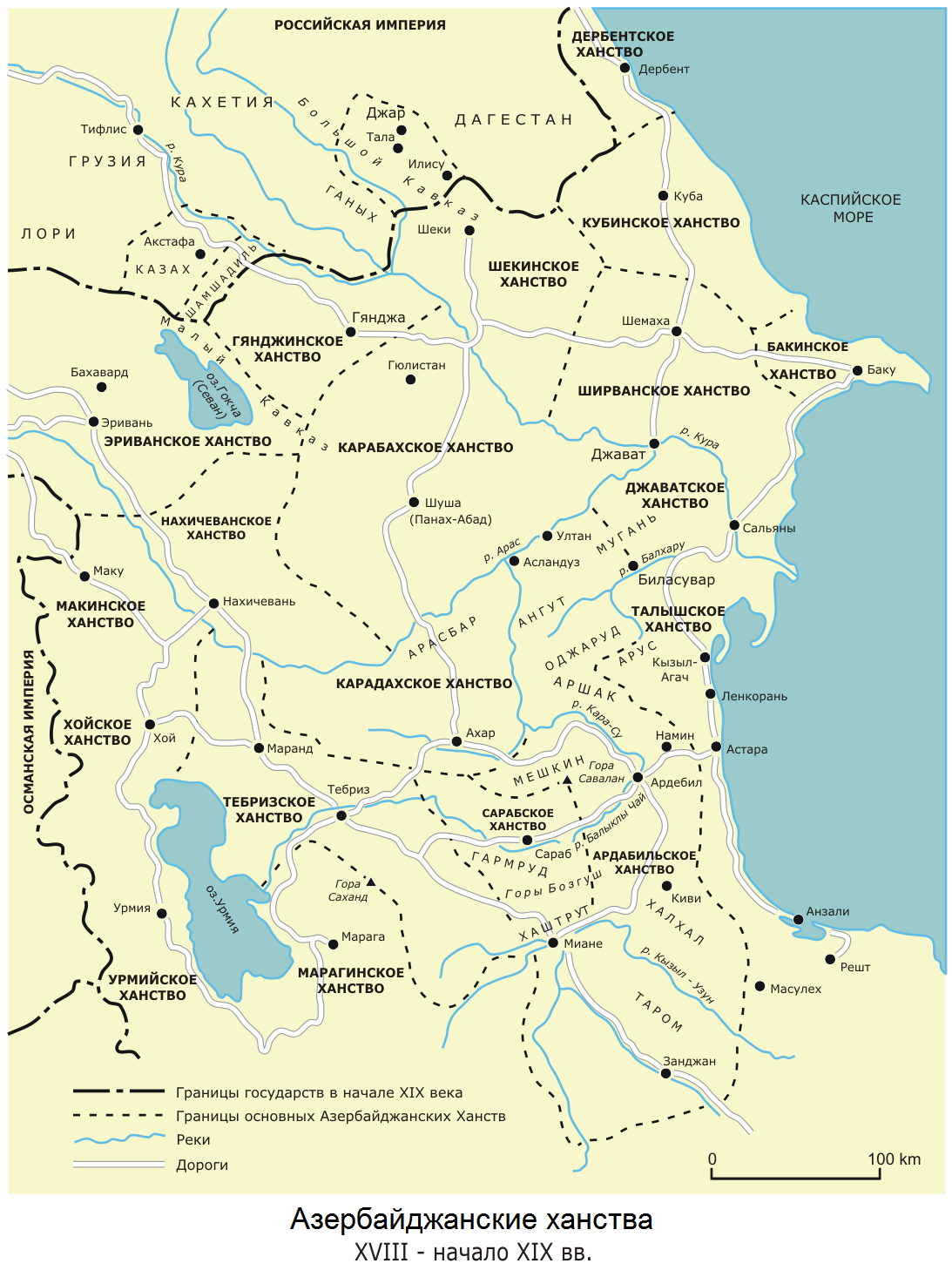
Азербайджанские ханства, XVIII — начало XIX вв.

  - в магале Кабирли была построена крепость Баят[49].
- 1751—1752 годы — Панах-хан построил новую крепость Шахбулаг[50]
- 1752 год — грузинский царь Теймураз II и его сын Ираклий с войском двинулись к Гяндже.
- 1765 год — в состав Кубинского ханства было включено Дербентское ханство.
- 1768 год — Мухаммед-Хусейн-хан с Фатали-ханом Кубинским поделили между собой территорию Шемахинского ханства[51].
- 1774 год — вторжение кайтагского уцмия и захват Кубы.
- 1774 год — объединённые силы Мерсел-хана, Агаси-хана и Мухаммад Гусейн-хана заняли Шемаху.
- 1776 год — Фатали-хан возвратил Шемаху Мухаммад Сеид-хану.
- 1783 год — в Гяндже началось восстание во главе с Хаджи-беем из рода Зийад-оглу.
- 1783—1784 годы — Ибрагим-хан вёл тайные переговоры о принятии Карабахского ханства в российское подданство.
- 1785 год — Фатали-хан одержал окончательную победу над Шекинским ханством.
- 1785 год — Талышское ханство попало в зависимость от кубинского Фатали-хана[52]
- 1787 год — Фатали-хан заключил с грузинским царём Ираклием II союз, направленный против Ирана.
- 1789 год
  - шекинский владетель Мухаммад Хасан-хан напал на Шемаху.
  - Мир-Мустафа-хан объявил о полной независимости Талышского ханства[53].
- 1794 год — в Шуше начались чеканиться монеты[54].
- 1795 год — правитель Талышского ханства обратился к России с просьбой о покровительстве.
- 1796 год — карабахский хан и грузинский царь начали ответный поход на Гянджу.
- 14 февраля 1800 года — русское правительство приняло Талышское ханство под своё покровительство[55].
- 1802 год — русская армия перешла в наступление на азербайджанские ханства.
- 1803 год — русская армия направилась к Гяндже.
- 1803 год — Гянджа была осаждена русскими войсками под командованием Цицианова.
- Январь 1804 года — после месячной осады Гянджи к России было присоединено Гянджинское ханство.
- 1805 год — вхождение в состав России Карабахского, Шекинского и Ширванского ханств. В местечке Кюрекчай недалеко от Гянджи был подписан Кюрекчайский договор.
- 3 октября 1806 года — российские войска захватили Баку, Бакинское ханство было упразднено, Баку стал центром Бакинской провинции.
- 1806 год — к России было присоединено Кубинско-Дербентское ханство.
- 1809 год — к России было присоединено Талышское ханство[56]
- 13 октября 1813 года — в селении Гюлистан был подписан мирный договор между Россией и Ираном[57].
- 1819 год — ханская власть была упразднена, Шекинское ханство было преобразовано в провинцию[51]
- 1822 год — Карабахское ханство ликвидировано и преобразовано в российскую провинцию.
- 1826 год — согласно Туркманчайскому договору к России также отошли Эриванское и Нахичеванское ханства[58].
- 1837 год — вспыхнуло Кубинское восстание.
- 1840 год
  - Шекинская провинция была переименована в Шекинский уезд.
  - Ширванская провинция вошла в Каспийскую область.
- 1846 год — Шушинский уезд вошел в состав Шемахинской губернии.
- 1846 год — Шекинский уезд был переименован в Нухинский.
- 1867 год — Шушинский уезд вошел в Елизаветпольскую губернию.
- 1883 год — проведение железной дороги от Тбилиси до Баку.

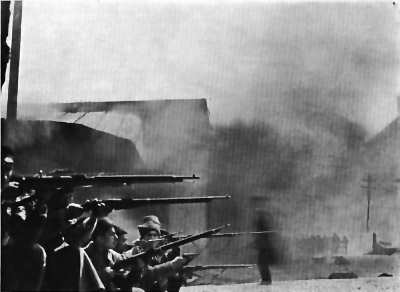
Вооружённые армяне в районе сожжённого азербайджанского («татарского» по тогдашней терминологии) базара. Баку, март 1918

## XX век
- 9 марта 1917 года — Ликвидация наместничества на Кавказе; Образование Особого Закавказского Комитета из депутатов Государственной Думы от Закавказья1919 год — войска

Карабекира заняли Нахичеван.
- 15-20 апреля 1917 года — Съезд мусульман Кавказа в Баку
- 31 марта 1918 года — Резня азербайджанцев в Баку[60]
- 25 апреля 1918 года — Образование Бакинского Совета Народных Комиссаров[61]
- 27 мая 1918 года — Создание Национального Совета Азербайджана[62]
- 28 мая 1918 года
  - Принятие "Акта о независимости Азербайджана". Образование Азербайджанской Демократической Республики[63]
  - Сформирование I правительства  АДР Фатали ханом Хойским[64]

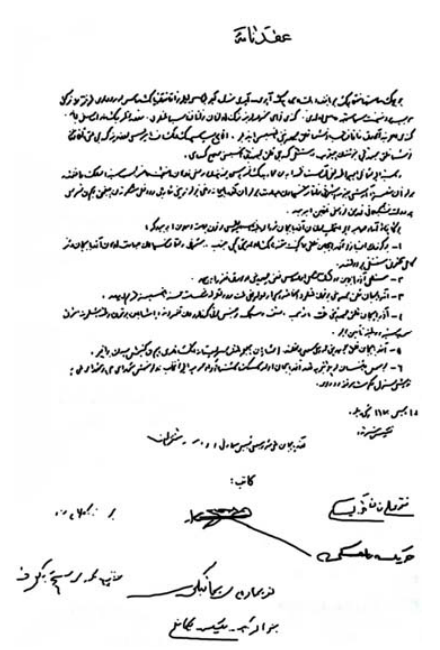
Оригинал текста Декларации Независимости

- Оригинал текста Декларации Независимости4 июня 1918 года — Заключение договора между Азербайджаном и Турцией о мире и дружбе
- 16 июня 1918 года — Переезд Национального Совета и правительства Азербайджанской Демократической Республики из Тифлиса в Елизаветполь (Гянджа)[65]
- 26 июня 
  - Образование Закатальской губернии
  - создание Азербайджанской Национальной Армии[66]
- 4 августа 1918 года — Прибытие в Баку английского отряда во главе с генералом Денстервилем[67]
- 15 сентября 1918 года — Освобождение Баку Кавказской исламской армией[68]
- 7 декабря 1918 года — Открытие парламента АДР[69]
- 11 августа 1919 года — Принятие парламентом Закона об азербайджанском гражданстве
- 23 ноября 1919 года — Заключение Тифлисского соглашения между Азербайджаном и Арменией[70]
- 11 января 1920 года — Верховный Совет Парижской мирной конференции принял решение о признании де- факто независимости Азербайджана[70]
- 20 марта 1920 года — Подписание азербайджано-иранского договора о мире и дружбе, по которому иранское правительство признавало де – юре независимость Азербайджана[70]
- 27 апреля 1920 года — Вторжение XI Красной Армии на территорию АДР. Последнее заседание парламента АДР, на котором был принят ультиматум о сдаче власти[71]
- 28 апреля 1920 года— Падение АДР. Провозглашение Советской власти в Азербайджане. Создание Азербайджанской Советской Республики [72][73]
- 28 июля 1920 года — Нахичевань была занята частями 11-й Красной Армии.
- 19 мая 1921 года — принятие первой Конституции Азербайджана на I Всеазербайджанском съезде Советов.
- 1922 год — создана Закавказская Социалистическая Федеративная Советская Республика[74], в состав которой вошли Азербайджан, Армения и Грузия.
- 9 февраля 1924 года — Нахичевань объявлен столицей Нахичеванской АССР.
- 1928 год — открылась первая творческая выставка Азербайджанского общества молодых художников.
- 5 декабря 1936 года — Азербайджанская ССР вошла в состав СССР[75]
- 1937 год — принятие Конституции Азербайджанской ССР.
- 1938 год — ЗСФСР была ликвидирована и Азербайджан вошёл в состав СССР[76].
- 1947-1950 годы — депортация азербайджанцев из Армении (1947—1950) в Азербайджанскую ССР
- 1951 год — в Баку появился республиканский стадион им. Сталина (ныне Республиканский стадион имени Тофика Бахрамова).
- 6 ноября 1967 года — открыт Бакинский метрополитен.

## Современный период

### 1990-е годы
- 20 января 1990 года — Чёрный январь.
- 18 мая 1990 года — президентом Азербайджана был избран первый секретарь ЦК Компартии Азербайджана Аяз Муталибов.
- 1990 год — первые многопартийные выборы в Азербайджанской ССР.
- 30 августа 1991 года — Верховным Советом Азербайджана была принята декларация «О восстановлении государственной независимости Азербайджанской Республики»
- 18 октября 1991 года — был принят конституционный акт «О государственной независимости Азербайджанской Республики»[77]
- 26 февраля 1992 года — армянские вооружённые формирования заняли город Ходжалы. Ходжалинская резня.
- 6 марта 1992 года — Аяз Муталибов подал в отставку.
- 9 мая 1992 года — армянские вооружённые формирования взяли Шушу.
- 18 мая 1992 года — армянские вооружённые формирования взяли райцентр Лачин.
- 7 июня 1992 года —  проведены выборы, председатель Народного Фронта Абульфаз Эльчибей стал президентом.
- 25 февраля 1993 года — армянские вооружённые формирования полностью овладели Сарсангским водохранилищем,
- 3 апреля 1993 года — пал Кельбаджар.
- 4 июня 1993 года — в Гяндже вспыхнул мятеж против президента, который возглавил полковник Сурет Гусейнов[78].
- 10 июня 1993 года — председатель Милли Меджлиса Иса Гамбар подал в отставку
- 15 июня 1993 года — Гейдар Алиев был избран председателем Милли Меджлиса[79].
- 27 июня 1993 года — армянские вооружённые формирования заняли Агдере.
- 23 июля 1993 года — Битва за Агдам.
- 22 августа 1993 года— армянские вооружённые формирования взяли под свой контроль город Физули[80].
- 23 августа 1993 года — армянские формирования вошли в районный центр Джебраил и взяли под контроль территорию одноимённого района.
- 31 августа 1993 года — армянские войска взяли райцентр Губадлы.
- 23-24 октября 1993 года — армянские формирования взяли Зангеланский район.
- Октябрь 1993 года — Гейдар Алиев был избран президентом.
- 6 января 1994 года — азербайджанская армия заняла железнодорожную станцию Горадиз[81].
- 12-18 февраля 1994 года — Битва за Омарский перевал, армянские силы полностью установили контроль над Кельбаджарским районом

Момент подписания соглашения Контракт века

- апрель - май 1994 года — армянами была предпринята попытка массированного наступления на северо-восточном участке фронта, получившее у них название «Тертерская операция». В итоге однако им не удалось достичь своих целей[82].
- Май 1994 года — между Азербайджаном и Арменией было подписано соглашение о прекращении огня[83] Бишкекский протокол.
- 20 сентября 1994 года — во дворце «Гюлистан» в Баку был заключен «Контракт века».
- 12 ноября 1995 года — принята Конституция Азербайджанской Республики[84].

### XXI век
- 2003 год — Ильхам Алиев был избран президентом.
- 3 февраля 2004 года — церемония подписания документов о финансировании проекта Баку-Тбилиси-Джейхан.
- 25 марта 2007 года — состоялось открытие газопровода «Баку — Тбилиси — Эрзурум»
- 2010 год — 2 села Магарамкентского района Дагестана вместе с 600 лезгинами, гражданами Российской Федерации, отошли к Хачмазскому району и был поделён сток реки Самур[85].
- 2012 год —  в Баку прошёл конкурс песни Евровидение 2012.
- 2013 год — Азербайджану были переданы 3 участка пастбищных угодий Докузпаринского района Дагестана[86].
- 1-5 апреля 2016 года — Столкновения на линии соприкосновения в Нагорном Карабахе. Более 20 км² территории отошли под контроль Азербайджана[87][88]. Министерство обороны Азербайджана заявило о занятии села Сейсулан, высот вокруг села Талыш, а также высоты Лелетепе на физулинском направлении[89][90].
- 17 сентября 2017 года — был подписан «Новый контракт века»
- 12 августа 2018 года — в городе Казахстана, Актау состоялся V Саммит глав государств прикаспийских стран, в рамках которого была подписана конвенция о правовом статусе Каспийского моря.
- 6 апреля 2019 года — по данным Госкомстата родился 10-миллионный житель страны[91].
- 27 сентября 2020 года — в Нагорном Карабахе начались крупномасштабные боевые действия между вооружёнными силами Азербайджана и вооружёнными формированиями непризнанной Нагорно-Карабахской Республики (НКР) и Армении.
- 28 сентября 2020 года — Президент подписал распоряжение о частичной мобилизации[92]. На всей территории Азербайджана было объявлено военное положение, в ряде районов — введён комендантский час[93].
- 3 октября 2020 года — азербайджанская армия взяла под контроль село Мадагиз (Суговушан)[94].
- 4 октября 2020 года — Ильхам Алиев объявил об «освобождении от оккупации» города Джебраил[95].
- 11 октября 2020 года — В результате попадания армянской ракеты «Эльбрус» в четырёхэтажный жилой дом в городе Гянджа погибло 10 человек и ещё 34 человека получили ранения[96][97][98][99][100].
- 17 октября 2020 года 
  - Ракетный удар был нанесён по жилым кварталам Гянджи[101][102]. Погибло 13 человек[103][104]) и были ранены 53 мирных жителя[105].
  - Ильхам Алиев объявил об «освобождении от оккупации» города Физули[106].Выступление лидеров Азербайджана, России, и Армении после подписания совместного заявления 11 января 2021 года

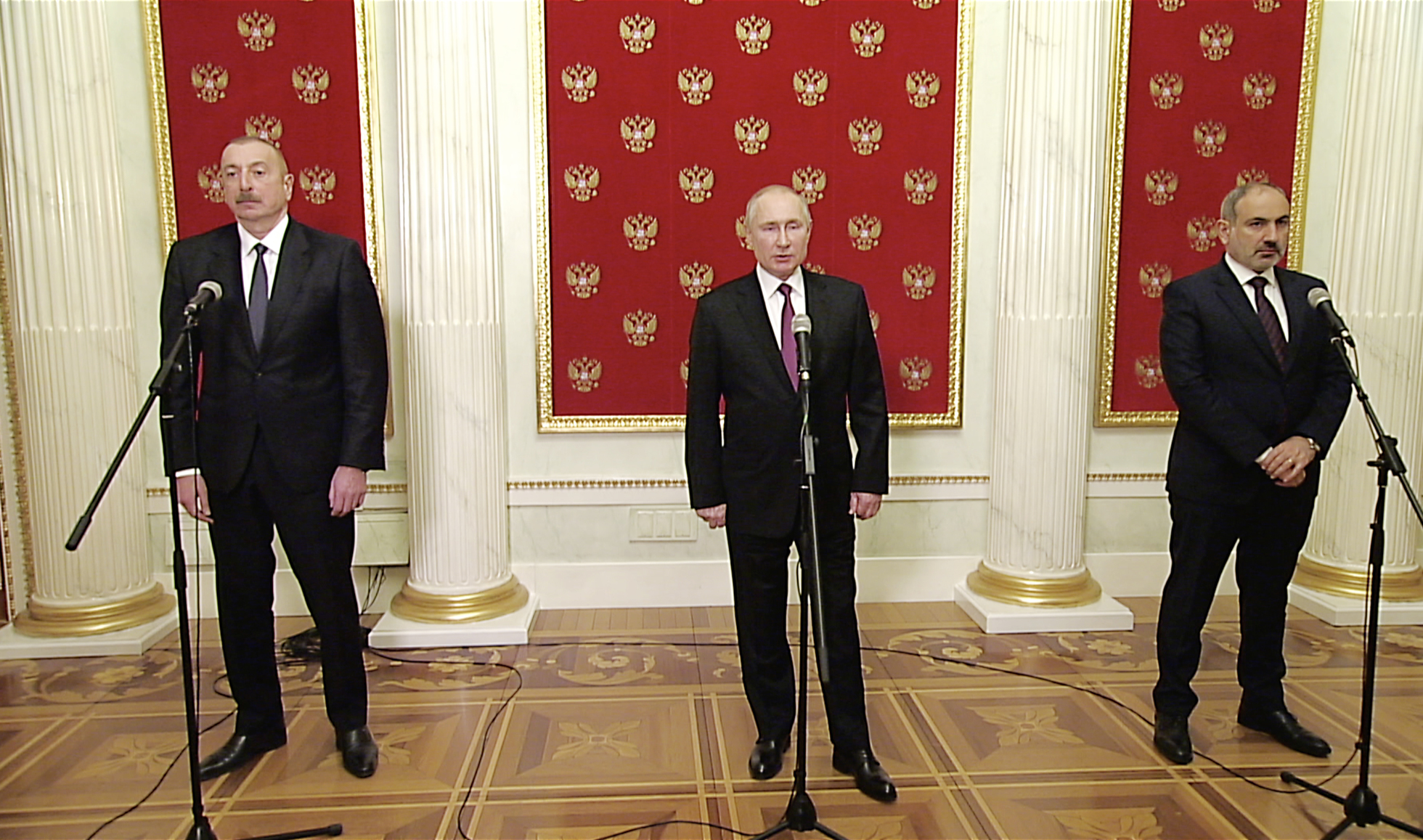
Выступление лидеров Азербайджана, России, и Армении после подписания совместного заявления 11 января 2021 года

- 20 октября 2020 года — Ильхам Алиев объявил об «освобождении от оккупации» города Зангелан[107].
- 8 ноября 2020 года — Ильхам Алиев объявил об «освобождении города Шуша»[108][109][110].
- 10 ноября 2020 года — подписано Соглашение о прекращении огня в Нагорном Карабахе.
- 20 ноября 2020 года — Азербайджану передан Агдамский район[111].
- 25 ноября 2020 года — Азербайджану передан Кельбаджарский район[112].
- 1 декабря 2020 года — Азербайджану передан Лачинский район[113].
- 10 декабря 2020 года — в Азербайджане состоялся парад Победы в Баку[114].
- 11 января 2021 года — в Москве состоялась встреча президента России Владимира Путина с лидерами Азербайджана и Армении Ильхамом Алиевым и Николом Пашиняном.
- 30 января 2021 года — открылся Совместный российско-турецкий мониторинговый центр в Агдамском районе[115][116].
- 26 октября 2021 года — открытие Международного аэропорта Физули[117].
- 30 ноября 2021 года — Крушение вертолёта Ми-17 на полигоне «Гарагейбат».
- 20 октября 2022 года — открытие Зангеланского международного аэропорта[118][119].